# John Stevens Henslow
John Stevens Henslow (* 6 de febrero de 1796 - 16 de mayo de 1861) fue un religioso anglicano, botánico, geólogo inglés.
Henslow era natural de Rochester, hijo del abogado John Prentis Henslow, a su vez hijo de Sir John Henslow. Recibió educación en el St. John's College de Cambridge donde se graduó como 16º wrangler en 1818, año en el que Adam Sedgwick fue nombrado profesor woodwardiano de geología de la Universidad de Cambridge. Se casó, en 1823, con Harriet Jenyns (1797-1857), hija de George Leonard Jenyns y hermana de Leonard Jenyns. Su hija Frances Harriet se casó con el botánico Joseph Dalton Hooker.

## Principios de la carrera
Henslow se graduó en 1818. Ya tenía pasión por la historia natural desde su niñez, que influyó en gran medida su carrera. En 1819, acompañó a Sedgwick en un tour científico a la isla de Wight donde aprendió sus primeras lecciones de geología. También estudió química con el Profesor James Cumming; y mineralogía con Edward Daniel Clarke. En el otoño de 1819 realizó observaciones valiosas sobre la Geología de la isla de Man (Trans. Geol. Soc., 1821) y en 1820 y 1821 investigó la geología de partes de Anglesey, los resultados se imprimieron en el primer volumen de Transacciones de la Cambridge Philosophical Society (1822), la fundación de dicha sociedad se originó en noviembre de 1819 por un grupo de Cambridge con los Profesores Farish, Lee, Sedgwick, y Henslow (en esa época aún no era profesor). La idea y el impulso inicial para la sociedad la originaron Sedgwick y Henslow.
Mientras tanto, Henslow había estudiado mineralogía con celo considerable, de modo que a la muerte de Clarke fue nombrado en 1822 profesor de mineralogía en la Universidad de Cambridge. Dos años más tarde tomó las órdenes sagradas. La botánica, sin embargo, le alegaba gran parte de su atención, y esa ciencia se convirtió cada vez más en trascendente, por lo que con mucho gusto dejó la cátedra de mineralogía en 1827, dos años después de convertirse en profesor de Botánica. Como profesor en el aula y en el campo tuvo mucho éxito. Fue corresponsal de John J. Audubon, quien en 1829 nombró al ave Ammodramus henslowii en su honor, y a Henslow, Charles Darwin debió en gran parte su apego a la historia natural, y también por su acercamiento al Capitán FitzRoy del HMS Beagle. Además de Darwin, otros famosos estudiantes de Henslow incluyen a Berkeley, Lowe, Miller, and Babington. Henslow fundó el Jardín Botánico de la Universidad de Cambridge en 1831.

## Comoclérigo
En 1833, Henslow fue nombrado vicario de Cholsey-cum-Moulsford, en Berkshire (hoy Oxfordshire). Siguió viviendo en Cambridge, solo visitando la parroquia durante las vacaciones, sin duda alguna, un cura nombrado para llevar a cabo los servicios y las empresas de la Parroquia durante el mandato temporal.
Sin embargo, su nombramiento en 1837, como remunerado de la Corona, en Hitcham, Suffolk marcó un punto de inflexión en su vida. Esa vez, en 1839, se trasladó a la Parroquia, y como Rector de Hitcham vivía en la rectoría. Trabajó allí, ganándose el cariño de todos, hasta el final de su vida. Sus energías se dedicaron a la mejora de sus feligreses, y su influencia se hizo sentir por todas partes. Su cátedra de Botánica en Cambridge sufrió, faltando su asistencia a conferencias, y se tienen registros de quejas dentro de la Universidad. Henslow no resignó a su cátedra, y continuó dando conferencias, fijando y examinando, y participando de los asuntos universitarios. Sin embargo, su influencia allí fue, naturalmente, reducida.
El trabajo de Henslow en Hitcham, más allá de los deberes normales de un rector, se pueden resumir de la siguiente manera:
1. La Escuela Parroquial y otras organizaciones de caridad. Hitcham fue un pobre párroco, y la mayoría de la gente eran iletrados. La educación era paga, y así Henslow aumentó los fondos recaudados, y donó su propio dinero para apoyar a una escuela. La escuela fue fundada en 1841, y Henslow se entregó a una serie de clases voluntarias, los domingos por la tarde para algunos de los niños mayores. La botánica y el pensamiento científico general, formaban parte de la tarifa. El plan de estudios botánicos fue impreso: era bastante pesado por la morfología y los términos técnicos.
La Botánica que se enseñaba en esta escuela tuvo efectos en toda Gran Bretaña, porque gente importante en el centro, como el Príncipe Alberto y Lyon Playfair se mantuvieron en contacto y con razón, considerado Hensolw como una autoridad en la materia.
2. Educación de Adultos en la Aldea. La "Hitcham Labourers" y la "Sociedad de la Mecánica Hortícola", fueron los vehículos utilizados por Henslow para «mejorar» el trabajo y a los trabajadores agrícolas en la aldea y sus alrededores. Concursos, exposiciones y excursiones eran las atracciones, y la intención práctica fue, para mejorar la agricultura mejorando a los feligreses. Una vez más Henslow hizo uso de los dones e instalaciones proporcionados por sus amigos.
Henslow falleció en Hitcham.

## Algunas publicaciones
- A Catalogue of British Plants. 1829; 2ª ed. en 1835
- Principles of Descriptive and Physiological Botany. 1835
- Flora of Suffolk (con E. Skepper) 1866
- A Dictionary of Botanical Terms. 1856. Groombridge (reeditado por Cambridge University Press, 2009; ISBN 978-1-108-00131-1
- The Teaching of Science in Cambridge. 1846. Metcalfe and Palmer (reeditado por Cambridge University Press, 2009; ISBN 978-1-108-00200-4
- The Principles of Descriptive and Physiological Botany. 1835. Longman, Rees, Orme, Brown & Green (reeditado por Cambridge University Press, 2009; ISBN 978-1-108-00186-1
- A Syllabus of a Course of Lectures on Mineralogy. 1823. Deighton (reeditado por Cambridge University Press, 2009; ISBN 978-1-108-00201-1

## Familia
Entre sus hijos: George Henslow (1835-1925), quien sería profesor de Botánica de la Real Sociedad de Horticultura.
- «John Stevens Henslow». Índice Internacional de Nombres de las Plantas (IPNI). Real Jardín Botánico de Kew, Herbario de la Universidad de Harvard y Herbario nacional Australiano (eds.).
- La abreviatura «Hensl.» se emplea para indicar a John Stevens Henslow como autoridad en la descripción y clasificación científica de los vegetales.[6]